# Loughborough Athletic and Football Club
Il Loughborough Athletic and Football Club era una squadra di calcio inglese con sede a Loughborough, (Leicestershire), che ha giocato nella Football League alla fine del XIX secolo.

## Storia
Il club era nominato inizialmente come Loughborough Football Club nel 1886, ed era nato dalla fusione del Victoria e dell'Athletic, società che rappresentavano le due quartieri della città, ed utilizzava il terreno di gioco appartenuto quest'ultimo club: il campo si chiamava Bromhead o Cricket Ground Hubbard. Nel novembre 1887 vi fu l'ulteriore fusione con il club locale di atletica, unione che diede origine al Loughborough Athletic e Football Club.
La squadra è spesso erroneamente indicata come Loughborough Town anche se non ci sono prove documentate sul nome.
Il suo scioglimento avvenne nel 1900.